# Haití en los Juegos Paralímpicos de París 2024
Haití estuvo representado en los Juegos Paralímpicos de París 2024 por un deportista masculino. El equipo paralímpico haitiano no obtuvo ninguna medalla en estos Juegos.